# OP Financial Group
OP Financial Group es una de las empresas financieras más grandes de Finlandia. Está formado por 180 bancos cooperativos y su organización central. "OP" significa "osuuspankki" en finlandés y significa literalmente "banco cooperativo". El grupo financiero tiene más de 2 millones de clientes-propietarios y ofrece servicios de banca comercial y minorista en toda Finlandia, así como servicios de seguros.
En 2014, el grupo adquirió el resto de las acciones de Pohjola Bank y consolidó sus servicios bajo la marca OP, acortando su nombre a OP de OP-Pohjola, nombre que había utilizado desde 2007.
La sede actual de OP está ubicada en Vallila, Helsinki, y se inauguró en 2015.
OP ha sido designada Institución Significativa desde la entrada en vigor de la Supervisión Bancaria Europea a finales de 2014 y, como consecuencia, está supervisada directamente por el Banco Central Europeo.

## Historia
La predecesora de la empresa se fundó en 1891, cuando inició sus actividades la compañía de seguros contra incendios Palovakuutus-Osakeyhtiö Pohjola. Pohjola Bank cotizó en la Bolsa de Valores de Helsinki en 1922, siendo una de las primeras empresas en cotizar en Helsinki.
Las primeras sociedades cooperativas de crédito locales se fundaron en 1902 y al año siguiente recibieron un importante préstamo del Estado finlandés. La organización central de cooperativas se fundó en 1928 como una organización ideológica entre sucursales locales. A medida que el entorno empresarial ha cambiado y la regulación bancaria se ha endurecido, la organización central ha aumentado significativamente su influencia sobre los bancos locales.
En 2005, la organización central de OP Financial Group se convirtió en un accionista importante de Pohjola Bank, lo que convirtió al grupo en el mayor grupo de servicios financieros de Finlandia. El resto de las acciones fueron adquiridas en 2014.